# Hydropsyche occidentalis
Hydropsyche occidentalis är en nattsländeart som beskrevs av Banks 1900. Hydropsyche occidentalis ingår i släktet Hydropsyche och familjen ryssjenattsländor. Inga underarter finns listade i Catalogue of Life.